# Publius Decius Mus (Konsul 340 v. Chr.)
Publius Decius Mus († 340 v. Chr. am Vesuv?) war ein Politiker der römischen Republik und gelangte 340 v. Chr. als erster seiner Familie zum Konsulat. Sein Amtskollege war Titus Manlius Imperiosus Torquatus.
Im Jahr 352 gehörte er zu einer Kommission (quinqueviri mensarum) zur Bekämpfung der Verschuldung des Volkes. Als Militärtribun soll er 343 v. Chr. das von den Samniten umzingelte römische Heer gerettet haben. 340 v. Chr. wurde er Konsul. Durch seinen Opfertod für Rom (Devotio) in der Schlacht am Vesuv gegen die Latiner erlangte er besondere Berühmtheit. Doch dürfte dies nur eine Übertragung vom Sohn auf den Vater sein; seinem gleichnamigen Sohn und Enkel wird in der Überlieferung die gleiche Selbstopferung zugeschrieben.